# Saionji (Familie)

Wappen der Saionji

Die Saionji (japanisch 西園寺家, Saionji-ke) waren eine Familie des japanischen Hofadels (Kuge), die sich von Fujiwara no Kinzane (藤原 公実; 1053–1107) ableitete. Die Familie war eine der „Seiga-ke“ (清華家), einer Gruppe von Hofadeligen.

## Genealogie
- Kintsune (公経; 1171–1244), Sohn des Sanemune, heiratete eine Nichte Minamoto Yoritomos. Im Jahr 1217 versuchte er, den Titel Konoe-taishō zu erhalten, aber Kaiser im Ruhestand Go-Toba lehnte das ab. Kintsune war darüber so verärgert, dass er sich bei Shōgun Minamoto no Sanetomo beschwerte, worauf Go-Toba ihm verbot, noch einmal am Hofe zu erscheinen. Als der Kaiser sich später vorbereitete, die Hōjō anzugreifen, beabsichtigte er, Kintsune einzusperren. Aber dieser konnte sich 1221 in Sicherheit bringen. Mit der Thronbesteigung Kaiser Go-Horikawas wurde er Naidaijin und ein Jahr später Dajō-daijin. – Eine Tochter Kintsunes heiratete den Kampaku Michiie und wurde Mutter des Shōgun Yoritsune. Eine andere Tochter wurde die Frau Kaiser Go-Sagas und eine weitere heiratete Kaiser Go-Fukakusa.
- Kinhira (公衡; 1264–1315), Sanekanes Sohn, oft Chikurin-in (竹林院) genannt, war Sadaijin. Seine Tochter heiratete Kaiser Go-Fushimi: sie war durch Adoption Mutter von Kaiser Hanazono und wirkliche Mutter von Kaiser Kōgon und Kaiser Kōmyō des Nord-Hofes. Die Saionji waren zu dieser Zeit sehr einflussreich.
- Kimmune (公宗; 1309/10–1335), Kinhiras Enkel, erfuhr von Machtplänen des Tokusō Hōjō Takatoki (北条 高時; 1303–1333) und gab sie an Kaiser Go-Daigo weiter. Takatoki ließ ihn daraufhin festnehmen. Später wurde er in die Provinz Izumo gebracht, wo er von Nawa Nagatoshi (?–1336) getötet wurde.
- Kimmochi (公望; 1849–1940) war einer der Wenigen des japanischen Hofadels, die nach der Meiji-Restauration 1868 aktiv an den Regierungsgeschäften teilnahmen. Nach seinem Studium in Frankreich von 1870 bis 1880 leitete er 1885 als Gesandter die Botschaft in Wien und 1887 die in Berlin. Er war es auch, der ein Schreiben Kaiser Meijis an Papst Leo XIII. in Rom überbrachte: es war die Antwort auf dessen Schreiben an den Kaiser. Er bekleidete die Ämter Präsident des Ordensbüros, Vizepräsident des Oberhauses 1893, Mitglied des Geheimrats und andere Ämter. Weiter war er mehrmals Außenminister. Er löste 1903 Fürst Itō Hirobumi ab als Führer der politischen Partei Rikken Seiyūkai. Von 1906 bis 1908 und 1911 und 1912 war er Premierminister Japans.

Die Saionji führten nach der Meiji-Restauration den Titel Fürst.